# هود هشارون

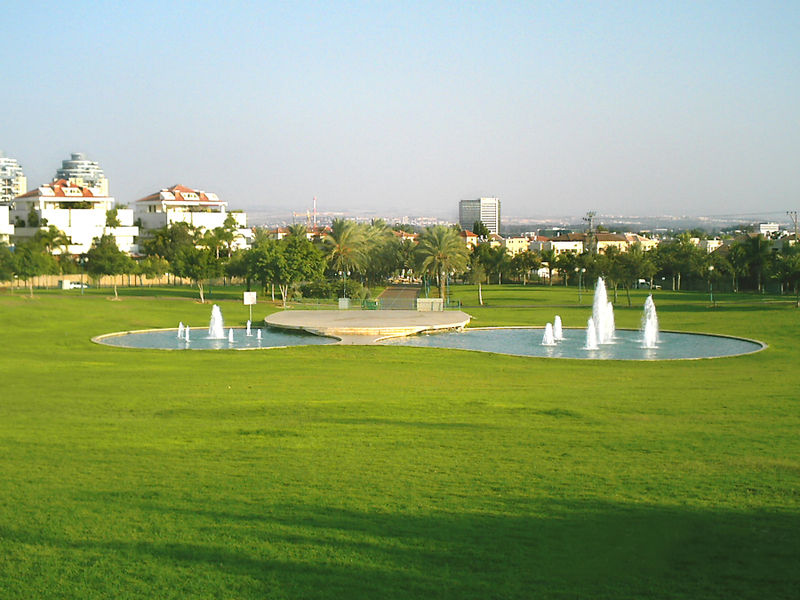
هد هشارون.

هود هَشارون (در عبری: הוד השרון به معنای: «شکوه شارون») یکی از شهرهای کشور اسرائیل است. شهر هود هشارون یکی از چند شهر بهم پیوسته‌ای است که تل‌آویو بزرگ را تشکیل می‌دهند.

## مشاهیر هد هشارون
- بار رافائلی